# Joachim Dorenburg
Joachim Wilhelm Maximilian Otto Dorenburg (* 27. Januar 1915 in Salzwedel; † 23. Dezember 1978 in Bonn) war ein deutscher Jurist, Staatssekretär und Landrat des Kreises Segeberg.

## Leben

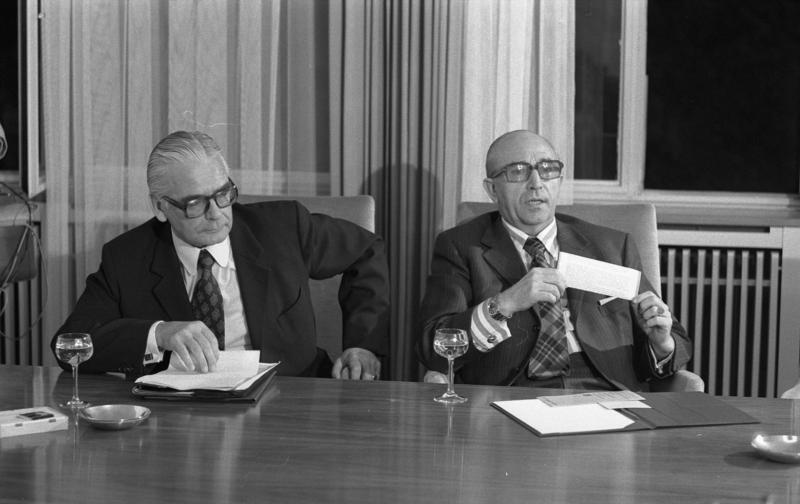
Joachim Dorenburg (links) mit Friedrich Halstenberg (1973)

Joachim Dorenburg wurde als Sohn eines Gerichtsaktuars in Salzwedel geboren, besuchte das Gymnasium in Halberstadt und studierte im Anschluss Rechtswissenschaften und Volkswirtschaft in Halle, wo er 1933 Mitglied der Burschenschaft Germania wurde. 1937 legte er sein Referendarexamen ab und nahm von 1939 bis 1945 am Zweiten Weltkrieg teil, zuletzt als Hauptmann der Reserve. 1952 legte er seine letzte juristische Staatsprüfung ab und trat in den Dienst des Landes Schleswig-Holstein ein, zuerst als Assessor beim Amtsgericht Eutin, dann wurde er Richter und Staatsanwalt und arbeitete ab 1953 in verschiedenen Funktionen, zuletzt als Regierungsrat im Innenministerium von Schleswig-Holstein. 1959 wurde er Landrat des Kreises Segeberg und wurde von dort 1966 zum Bevollmächtigten des Landes Schleswig-Holstein beim Bund berufen und Staatssekretär. Er war Mitglied der CDU und Präsident des Bundes der Mitteldeutschen (BDM).
Joachim Dorenburg verstarb im Dezember 1978 in Bonn im Alter von 63 Jahren.